# Pájení přetavením

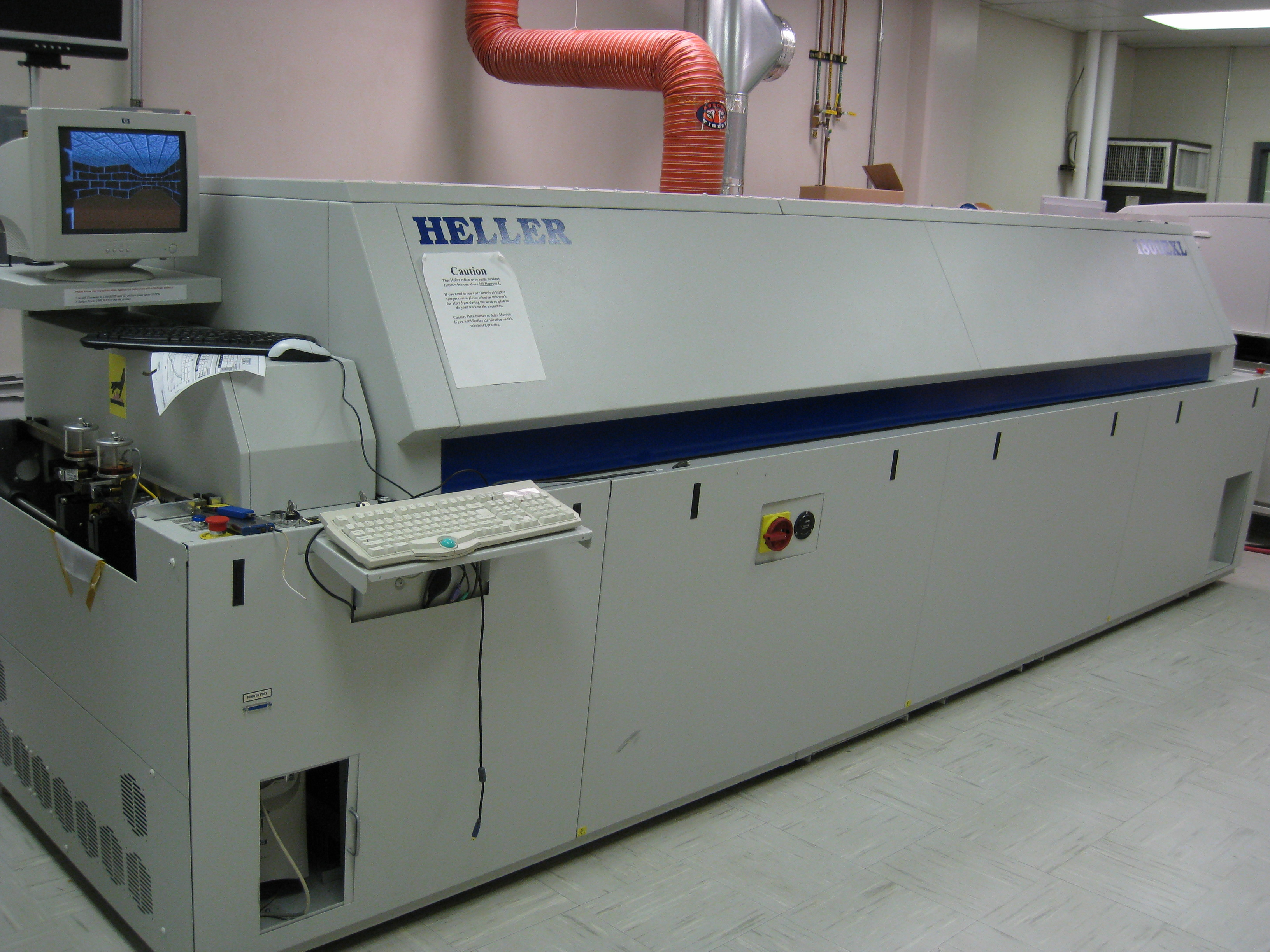
Přetavovací pec

Pájení přetavením je jeden ze způsobů měkkého pájení v elektrotechnice. Při výrobě elektronických zařízení je jedním z nejpoužívanějších způsobů pájení součástek SMD. Také při výrobě hybridních integrovaných obvodů je to nejdůležitější postup.

## Přípravné operace před pájením

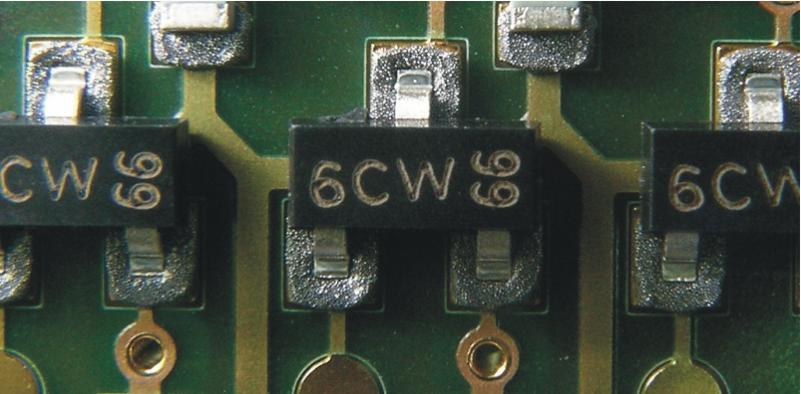
SMD součástky osazené do pájecí pasty, před přetavením

- V prvním kroku se měkká pájka ve formě pájecí pasty (směs tavidla a vloček nebo zrníček pájky) nanese na prázdnou DPS před osazením součástek. To je zásadní rozdíl oproti ostatním způsobům pájení (páječkou, ponorem, vlnou). Je řada způsobů nanesení pájky, například sítotiskem, dávkovačem, jako výseky pájky, nebo také galvanicky.
- V dalším kroku následuje osazení součástek. Použití pájecí pasty je výhodné tím, že pasta je lepivá, takže osazené součástky drží na desce plošného spoje bez použití lepidla.
- Při roztavení pájky se osazené součástky díky povrchovému napětí vystředí na pájecích ploškách. Při bezolovnatém pájení ale tento efekt nenastane.

Možné chyby pájení při pájení přetavením jsou např. uplavání součástek nebo postavení součástek (tzv. pomníček).

Součástka připájená jen jedním kontaktem – pomníček

## Běžně užívané postupy pájení přetavením

### Vyhřívanou deskou
Substrát (montážní deska) osazený součástkami se umístí na vyhřívanou desku a zahřeje na teplotu tavení pájky. Po roztavení veškeré pájky se montážní deska sejme z vyhřívané desky. Tento postup je vhodný především pro keramické substráty, protože celý substrát se musí prohřát na teplotu tavení pájky. Substráty s organickými pryskyřicemi nejsou vzhledem ke své teplotě skelného přechodu (cca 140 °C) vhodné. Při tomto kontaktním postupu ohřevu je možné pouze jednostranné osazení plošného spoje.

### Zahřátou pájecí formou
Pro každý typ pájeného plošného spoje se musí zhotovit forma s tvarovanými výstupky. Tyto výstupky přitlačují vývody (kontakty) součástek k plošnému spoji. Celá forma se odporově zahřeje a teplo se přenese prostřednictvím výstupků na kontakty a ohřeje pájku až do roztavení. Následně se vypne ohřev a po vychladnutí spojů se forma odstraní. Touto metodou se spolehlivě zapájí i vývody součástek, které by mohly pružit. Zpravidla je nutné ručně dopájet jednotlivé součástky, které mají nestandardní tvar.

### Infrazářičem
Desky (plošné spoje) jsou zapájeny v průběžném pájecím zařízení. Lineární dopravník unáší desky přetavovací pecí. Průběh pájecího procesu je řízen průchodem několika teplotními zónami. Obvykle se používají čtyři zóny. Zóna předehřevu slouží k ohřátí desky i součástek. Bývá nejdelší ve stroji, teplota součástek stoupá o cca 2 až 3 °C za sekundu. Předehřevem se předchází teplotnímu šoku součástek. V zóně předehřevu se také odpaří většina rozpouštědel z tavidla. Ve druhé zóně se odpaří zbytek rozpouštědel a aktivuje se tavidlo. Aktivní látky v tavidle by měly narušit oxidy na vývodech součástek a pájecích ploškách. Třetí zóna je vlastní zónou přetavení, při průchodu desky plošného spoje touto částí pece se taví pájka. Teplota je zde 20 až 40 °C nad teplotou tavení pájky. Poslední zónou pece je chladicí zóna s teplotou v rozmezí 30 až 100 °C. Teplota v této části pece je důležitá pro zabránění teplotnímu šoku součástek a vytvoření správné struktury ztuhlé pájky. Použití ohřevu infrazářičem je výhodné pro velkosériovou výrobu osazených desek. Nevýhodou tohoto postupu je intenzivní pohlcování vyzářené energie tmavými povrchy součástek (typicky pouzdra integrovaných obvodů) a následně možnost lokálního přehřátí pájené desky. Při vakuovém pájení, kdy se obejdeme bez tavidla, je přenos tepla možný jedině kontaktním způsobem, nebo právě zářením (infrazářením).

### Konvekcí
Konvekční systém pájení přetavením se velmi podobá pájení s pomocí infrazářiče, pouze se zde ohřátý vzduch rozvádí systémem trysek přímo na místo pájení. Docílí se tím mnohem rovnoměrnější rozdělení tepla. V sériové výrobě má tato varianta pájení stále významnější místo.

### Kondenzační pájení
Metoda kondenzačního pájení užívá k ohřevu součástek tepla uvolněného fázovým přechodem teplonosného média z plynného do kapalného stavu. Kondenzace teplonosného média probíhá, dokud má pájená součást teplotu nižší, než je kondenzační teplota média.
Jako teplonosné médium je dnes používán perfluorpolyether (PFPE). Tento kapalný polymer je složen výhradně z atomů uhlíku, fluoru a kyslíku. V molekule jsou přítomny dvojné uhlíkové vazby a vazby uhlík-fluor. Ty patří k nejstabilnějším vazbám v uhlíkatých látkách. Na centrální řetězec polymeru navázané fluorové atomy stíní a chrání základní uhlíkové vazby před chemickými i teplotními vlivy. Tyto polymery mají vynikající tepelně přenosový koeficient a skvělé dielektrické vlastnosti. Na rozdíl od plynných směsí s obsahem freonů, které se používaly v minulosti, nepoškozují PFPE ozonovou vrstvu.
Přenos tepla je rychlý a nezávislý na geometrickém tvaru, nevznikají žádné studené oblasti ve stínu velkých součástek. Zásluhou přesně dodržené teploty pájení a rovnoměrného zahřívání není možné přehřátí součástek. Tím je umožněno používání jen lehce aktivovaných tavidel. Požadavky na velikost předehřívací zóny jsou menší, proto vycházejí pájecí zařízení kompaktnější než zařízení pro pájení infraohřevem. Hlavní obor využití je sériová výroba elektronických přístrojů.
Zvláštní metodou kondenzačního pájení je kondenzační pájení ve vakuu. Tato technologie je dostupná teprve od roku 2000. Jakmile se veškerá pájka roztaví, vytvoří se v pracovní komoře hluboké vakuum. Podtlak slouží k tomu, že z roztavené pájky uniknou všechny plynné zplodiny. Výsledkem jsou pájené spoje bez bublin a prázdných míst. Tím se výrazně zlepšuje tepelná i mechanická zatížitelnost pájené sestavy.
PFPE je k dispozici pod obchodním názvem GALDEN.

### Pájení laserovým paprskem
Pájecí plošky jsou ohřáty paprskem laseru, kterým je možné na přesné místo dávkovat potřebné množství energie. Pájecí plošky se zahřívají na velmi krátkou dobu (0,2 až 0,4 s) a také jen bodové. Díky tomu se vlastní součástky zbytečně neohřívají. Vzhledem k vysokým nákladům na tento postup se používá pouze u vysoce choulostivých součástek.